# Nikinsaari (ö i Birkaland)
Nikinsaari är en ö i Finland. Den ligger i sjön Karhejärvi och i kommunen Ylöjärvi i den ekonomiska regionen Tammerfors och landskapet Birkaland, i den sydvästra delen av landet, 190 km norr om huvudstaden Helsingfors. Öns area är 19,7 hektar och dess största längd är 0,9 kilometer i nord-sydlig riktning.